# Marisora magnacornae
Marisora magnacornae es una especie de escamosos de la familia Scincidae.

## Distribución geográfica
Es endémica de las islas del Maíz, concretamente de la isla grande (Nicaragua).

## Estado de conservación
Se encuentra amenazada por la pérdida de su hábitat natural.